# Stolonica nodula
Stolonica nodula är en sjöpungsart som först beskrevs av Kott 1985.  Stolonica nodula ingår i släktet Stolonica och familjen Styelidae. Inga underarter finns listade i Catalogue of Life.